# 江南市立門弟山小学校
江南市立門弟山小学校（こうなんしりつ もんていやましょうがっこう）は愛知県江南市村久野町にある公立の小学校。通称「門小」（もんしょう）。

## 概要
- 江南市立古知野南小学校校区の一部、江南市立草井小学校校区の一部、江南市立宮田小学校校区の一部を校区として、1978年に新設された小学校である。マンモス化（当校開校直前は約2千人）した古知野南小学校の過大解消が目的であった。

## 沿革
- 1978年（昭和53年）4月1日 - 江南市立門弟山小学校として開校。
- 1979年（昭和54年） - 体育館が完成する。
- 1983年（昭和58年） - 南館が完成する。

## 通学区域
- 飛高町、古知野町（花霞、高瀬、宮裏の一部）、高屋町（清水の一部）、前飛保町（緑ヶ丘、藤町）、村久野町（門弟山、冨士塚、南大門、鳥附、鈴道）[1]。

## 進学先中学校
- 江南市立古知野中学校
  - 飛高町、古知野町（花霞、高瀬、宮裏の一部）、高屋町（清水の一部）、前飛保町（緑ヶ丘、藤町）
- 江南市立北部中学校
  - 村久野町（門弟山、冨士塚、南大門、鳥附、鈴道）

## 交通アクセス
- 名鉄バス「緑ヶ丘」バス停より徒歩約3分。

名鉄犬山線江南駅から70系統（江南団地A線）江南団地（古知野高校前経由）行。
名鉄犬山線江南駅から71系統（木曽川線）川島行。　※この路線は、2019年現在1日1本しかない。

## 周辺施設
- 愛知県立古知野高等学校
- グンゼ江南工場
- ヴィアモール江南（アピタ江南西店）
- 曼陀羅寺
- 江南市体育館
- メガドン・キホーテ江南店（元・ピアゴ江南店）
- 愛知北農協本店